# Juan R Posadas

Juan R. Posadas (1912-1981) foi um líder trotskista argentino. 

## Biografia
Nascido Homero Rómulo Cristalli Frasnelli na Argentina em 1912, era filho de imigrantes italianos. Ele morreu em 1981.
Com 20 anos de idade, começou a trabalhar como sapateiro em Córdoba e passa a organizar sindicalmente os operários dos calçados. No final da década de 30, integrou as fileiras do  Partido Socialista Revolucionário. Em 1941, o PSR adere à IV Internacional fundada por Leon Trotsky. Posadas é então designado para trabalhar no Bureau Latino-Americano da Quarta Internacional em Montevideo.
O nome J. Posadas era o pseudônimo político ou nome de guerra usado por Homero Cristalli no PSR. 
Em 1953, houve um racha na IV Internacional, o comitê nacional do SWP emitiu uma Carta Aberta aos Trotskistas em Todo o Mundo, negava-se a seguir a política proposta por Michel Pablo (que ficou conhecida como entrismo sui generis) e organizou a formação do Comitê Internacional da Quarta Internacional (CIQI). Esta ruptura da IV Internacional  incluiu, além do SWP, o The Club de Gerry Healy, o PCI (então liderado por Lambert),  e as seções austríacas e chinesas da QI.
Neste episódio, Posadas se alinha com Pablo e deu-lhe o apoio das seções da Argentina, do Brasil e de Cuba. Pablo, em retribuição, deu a Posadas a direção do Bureau Latino-Americano da Quarta Internacional. Diante disso, Nahuel Moreno, que a principio não se ligou ao racha, passa a apoiar o Comitê Internacional. 
Dentro da corrente posadista, a seção cubana era uma das mais fortes tendo uma grande participação nos eventos que levaram a queda do ditador cubano Fulgêncio Batista. Enquanto Fidel Castro, Camilo Cienfuegos e Che Guevara se embrenhavam com sua guerrilha nas selvas de Sierra Maestra, os posadistas organizavam os operários em La Havana, realizando greves gerais operárias cruciais para a queda de Fulgêncio Batista.
Em 1961, com Fidel se prostrando ao estalinismo, passa a reprimir os posadistas cubanos. Isso gera mais uma disputa com o Secretariado Internacional e em 1970 ele formou sua própria internacional conhecida como a Quarta Internacional  Posadista.
Depois de se tornar um líder proeminente da Quarta Internacional na América Latina, muitas de suas ideias foram consideradas controversas. Entre elas, destaca-se a visão de que os extraterrestres estão entre nós. Posadas defendia que os alienígenas só conseguiram ter a tecnologia que eles têm por causa do socialismo. Além disso, ele defendia que para haver um contato entre homens e aliens, deveria haver uma revolução socialista interplanetária. Essa revolução ocorreria por meio da guerra nuclear, inclusive. Por fim, seria formada uma União Socialista Interplanetária.